# Сюзън Бък-Морс
Сюзън Бък-Морс (на английски: Susan Buck-Morss) е американска философка и историчка на идеите. Професор по политически науки в Центъра за докторанти на Градския университет на Ню Йорк.

## Биография
Бакалавърска степен Сюзън Бък-Морс завършва в колежа „Вазар“, магистърска — в Йейлския университет, а докторска — в Джорджтаунския университет. Дисертацията ѝ е на тема „Теодор Адорно и произхода на критическата теория“ (1975). Дългогодишен преподавател в департамента по администрация и управление на университета „Корнел“.
Най-голямо влияние ѝ оказват Франкфуртската школа и главно Теодор Адорно и Валтер Бенямин.
Носител е на наградата „Франц Фанон“ (на английски: Frantz Fanon Book Prize) през 2011 година за книгата си Hegel, Haiti, and Universal History.